# Вардиміаді Микола Дмитрович
Микола Дмитрович Вардиміаді (6 вересня 1920, Дранда, Гульрипський район, Сухумський округ, Грузинська Демократична Республіка — 1 липня 2004, Донецьк, Україна) — український лікар і футболіст.

## Біографія
Національність — понтійський грек. У 1942 році закінчив Кубанський медичний інститут. Був активним спортсменом, під час Німецько-радянської війни виступав за футбольну команду «Медик». Наприкінці 40-х років працював лікарем у Сухумі і грав за місцеве «Динамо». З 1949 року захищав кольори «Шахтаря». за три сезони в українській команді провів 34 лігових матчі і чотири у кубку. Щоправда, у «бронзовій першості» 1951 року провів лише 4 гри і за тогочасним положенням залишився без медалі.
Після завершення футбольної кар'єри викладав у Донецькому медичному інституті. З вересня 1965 по листопад 1982 року очолював кафедру фізіотерапії і лікувальної фізкультури. Під його безпосереднім керівництвом на кафедрі проводилася науково-дослідні роботи по профілактиці і зниженню кількості захворювань працівників вугільної промисловості; застосування фізіотерапевтичних чинників у комплексному лікуванні органів травлення, активізація рухових режимів дошкільнят, школярів і студентів. Співавтор книг «Лікувальна фізкультура при хронічних захворюваннях печінки і жовчних шляхів» (1982, 1985), «Лікувальна фізкультура і дієтотерапія при ожирінні» (1988).
Двоє його братів були футболістами. Іван Вардиміаді (1924—2013) грав за «Динамо» (Сухумі), «Локомотив» (Тбілісі) і «Динамо» (Ростов-на-Дону). Юрій Вардиміаді (1925—1956) у складі тбіліського і ленінградського «Динамо» провів у вищій лізі чемпіонату СРСР 109 матчів (29 голів). 1947 року троє братів Вардиміаді захищали кольори сухумського «Динамо», а їх партнерами були майбутні київські «динамівці» Андрій Зазроєв, Георгій Граматикопуло і колишній голкіпер «Шахтаря» Олександр Дорохов.

## Статистика
| Сезон             | Команда           | Чемпіонат         | Чемпіонат | Чемпіонат | Кубок | Кубок |
| Сезон             | Команда           | Ліга              | Ігри      | Голи      | Ігри  | Голи  |
| ----------------- | ----------------- | ----------------- | --------- | --------- | ----- | ----- |
| 1949              | «Шахтар»          | Д-1               | 14        | 0         | 1     | 0     |
| 1950              | «Шахтар»          | Д-1               | 16        | 0         | 2     | 1     |
| 1951              | «Шахтар»          | Д-1               | 4         | 0         | 1     | 0     |
| Усього за кар'єру | Усього за кар'єру | Усього за кар'єру | 34        | 0         | 4     | 1     |